# Liste der Naturdenkmale in Langwieden
Die Liste der Naturdenkmale in Langwieden nennt die im Gemeindegebiet von Langwieden ausgewiesenen Naturdenkmale (Stand 2. April 2013).

## Naturdenkmale
| Nr. | Bezeichnung     | Lage                                        | Beschreibung                                                                                      | Bild                                    |
| --- | --------------- | ------------------------------------------- | ------------------------------------------------------------------------------------------------- | --------------------------------------- |
|     | Hainbuche       | westlich des Ortes, nördlich der L 465 Lage | Carpinus betulus, vor 1800 gepflanzt, 20 m hoch                                                   | Direkt Bild zu diesem Denkmal hochladen |
|     | Windschutzhecke | in der gesamten Gemarkung Lage              | Feldgehölze, um 1950 gepflanzt, das gesamte Dorf umfassend und in weiten Teilen der Feldgemarkung | Direkt Bild zu diesem Denkmal hochladen |